# なの花つぼみ
『なの花つぼみ』（なのはなつぼみ）は、土田よしこの日本のギャグ漫画。てんとう虫コミックス（小学館）から単行本が刊行されたが、2009年7月現在では絶版になっている。

## 概要
1985年から1988年にかけて、小学館の学年別学習雑誌（主に小学〇年生）で連載されていた。タイトルは2つあり、表記どおりの「なの花つぼみ」、もう1つ「つぼみちゃん」のタイトルでも連載されていた。どちらも内容・登場人物は同じであった。大まかに言って、連載誌の『小学一年生』と『小学二年生』が「つぼみちゃん」で、『小学三年生』以上が「なの花つぼみ」であることが多かった。
ストーリーは主にヒロイン・つぼみとその連れのすずめを中心としたストーリーとなっている。こちらの舞台は現代だが、同じ土田の『つる姫じゃ〜っ!』ばりの破壊的ギャグが繰り広げられる。

## 登場人物
つぼみ
主人公で、小学1 - 3年生の明るい女の子。毎回友達のすずめと遊んでいるが、やることが無茶苦茶で最後はいつもすすめを酷い目にあわせることが多い。大飯食らいで、よく食べる。特に朝食はよその家にお邪魔してまで食べることもあった。家族は父と母。
すずめ
つぼみのクラスメイト。ドレスを持っているなど金持ちのお嬢様だが、つる姫に眼鏡をかけさせたような顔をしている。気が短くて口が悪く、いつも怒ってばかりいる。毎回といってもいいほどつぼみの危害を受け（坊主頭にされたこともある）、最後はいつも「バッキャロー!絶交だー!!」と叫びつつ、号泣するのがお決まりだった。

## 書誌情報
- 『なの花つぼみ』小学館〈てんとう虫コミックス 1201〉、1987年6月25日。ISBN 978-4-09-141201-0。